# آیور پریدل
آیور پریدل (استونیایی: Aivar Priidel؛ زادهٔ ۱۲ مهٔ ۱۹۷۷) بازیکن فوتبال اهل استونی بود.
وی همچنین در تیم ملی فوتبال استونی بازی کرده‌است.